# Meldorf
Meldorf é uma cidade da Alemanha localizada no distrito de Dithmarschen, estado de Schleswig-Holstein. É membro e sede do Amt de Mitteldithmarschen.
Até 25 de maio de 2008, a cidade de Meldorf era sede do antigo Amt de Meldorf-Land, porém, não era membro.